# Mönchweiler
Mönchweiler là một xã ở huyện Schwarzwald-Baar trong bang Baden-Württemberg thuộc nước Đức.